# Państwowy heraldyczny rejestr Federacji Rosyjskiej
Państwowy heraldyczny rejestr Federacji Rosyjskiej (Государственный геральдический регистр Российской Федерации) – spis opisów i wzorców symboli oficjalnie uznanych w Rosji, założony w celu ich uporządkowania i systematyzacji. Rejestr został utworzony 21 marca 1996 roku i jest prowadzony przez Radę Heraldyczną przy Prezydencie Federacji Rosyjskiej. 
W rejestrze umieszczane są przede wszystkim:
- oficjalne symbole Federacji Rosyjskiej i jej podmiotów (flagi i herby);
- oficjalne symbole federalnych i narodowych organów władzy (flagi, herby, emblematy);
- oficjalne symbole organów miejscowego zarządzania;
- medale, insygnia, odznaczenia i nagrody przyznawane przez władze.

Wszystkie oficjalne symbole Rejestru otrzymują numer, który się później nie zmienia.